# Atti atipici dell'Unione europea
Gli atti atipici del diritto dell'Unione europea sono una serie eterogenea di atti emessi dalle istituzioni comunitarie. Sono definiti tali non solo perché vanno considerati atti nati dalla prassi e non contemplati dai Trattati, ma perché spesso corrispondono nel nomen iuris agli atti tipici previsti dall'art. 288 del TFUE, ossia "decisione", "direttiva", "regolamento", ma non ne condividono il contenuto e soprattutto hanno caratteri ed effetti radicalmente diversi.
Tali atti sono:
- Decisioni sui generis: atti vincolanti che a differenza delle decisioni vere e proprie non hanno destinatari specifici ma possiedono valenza generale. Tra queste decisioni vi è l'autorizzazione del Consiglio affinché la Commissione negozi un accordo internazionale e le decisioni sul funzionamento dell'organizzazione comunitaria.
- Accordi interistituzionali tra Consiglio, Commissione e Parlamento.
- Dichiarazioni comuni del Consiglio, Commissione e Parlamento.
- Dichiarazioni a verbale del Consiglio che accompagnano l'adozione di un atto e ne chiariscono la portata, pur non avendo rilievo giuridico.
- Comunicazioni della Commissione, sia informative che decisorie (nelle materie in cui la Commissione ha poteri discrezionali) che interpretative, attraverso le quali la Commissione rende noti diritti e obblighi provenienti dagli atti giurisprudenziali.
- Accordi amministrativi stipulati dalla Commissione con Stati terzi.
- Risoluzioni del Consiglio.
- Regolamenti interni: adottati da una istituzione nell'ambito della propria autonomia organizzativa, destinati a disciplinare aspetti relativi al proprio funzionamento.

- Libri Verdi: sono documenti di riflessione su un tema politico specifico pubblicati dalla Commissione. Sono prima di tutto documenti destinati a tutti coloro - sia organismi che privati - che partecipano al processo di consultazione e di dibattito. In alcuni casi, rappresentano il primo passo degli sviluppi legislativi successivi.

Le consultazioni sono raccolte sul sito La vostra voce in Europa (http://ec.europa.eu/yourvoice/consultations/index_it.htm).
- Libri Bianchi: contengono proposte di azione comunitaria in un settore specifico. Talvolta fanno seguito a un libro verde pubblicato per promuovere una consultazione a livello europeo. Mentre i libri verdi espongono una gamma di idee ai fini di un dibattito pubblico, i libri bianchi contengono una raccolta ufficiale di proposte in settori politici specifici e costituiscono lo strumento per la loro realizzazione.

```
    Fonte:
https://web.archive.org/web/20090224072436/http://europa.eu/documents/comm/index_it.htm
```